# KIT SIDA
Em Portugal o programa “Diz não a uma seringa em segunda mão” foi o resultado de uma parceria entre a Comissão Nacional de Luta contra a SIDA (CNLCS) e a Associação Nacional das Farmácias (ANF) representante da maioria das farmácias existentes em Portugal. Posteriormente o Ministério da Saúde (IGIF) suportou os custos do Kit Sida.

## O projeto original
O kit Sida era composto por:
- Duas seringas estéreis;
- Dois toalhetes embebidos em álcool a 70.º;
- Um preservativo;
- Uma ampola de água bi-destilada;
- Um filtro;
- Uma bula com informação prática sobre comportamentos que permitem reduzir os riscos de transmissão do VIH/SIDA e das hepatites.

Os Farmacêuticos Portugueses  nas Farmácias aderentes ao programa, assim como dois postos móveis, trocavam gratuitamente aos toxicodependentes duas seringas por um Kit, sendo as seringas já utilizadas, colocadas num contentor especial, que era selado quando cheio. Esse contentor era recolhido e destruído posteriormente pela empresa Cannon Hygiene de Portugal.
Os Kit's e contentores eram entregues também gratuitamente às farmácias  pelas Cooperativas de distribuição farmacêutica Codifar, Cofanor, Cofarbel, Cooprofar, Farbeira, Farcentro, União dos Farmacêuticos, e os armazenistas Farmadeira e Proconfar. Como também diversas Câmaras Municipais.
Estiveram envolvidas no projeto as seguintes ONG (Organizações não governamentais) que trabalham na problemática da toxicodependência
- ACEDA;
- Acompanha;
- Associação Abraço;
- Associação Centro Jovem Tejo;
- Associação de Beneficência Luso-Alemã – ABLA;
- Associação Novo Dia.
- Associação Novo Olhar - Coimbra;
- Associação Novos Rostos, Novos Desafios;
- Associação Pelo Prazer de Viver;
- Associação Picapau;
- Câmara Municipal de Évora;[3]
- Câmara Municipal de Fafe;
- Cáritas Diocesana de Coimbra;
- Centro Comunitário Paróquia de Carcavelos - Concelho de Cascais;
- Centro da Fonte da Prata;
- Centro de Acolhimento de Alcântara;
- Centro de aconselhamento DROPIN - zona do Intendente em Lisboa;
- Centro de Saúde de Santiago;
- Centro Social de Paramos;
- Crescer na Maior;
- Delegação Distrital de Braga da Cruz Vermelha Portuguesa;
- Desafio jovem;
- Espaço Pessoa;
- Fundação AMI - Porta Amiga das Olaias - Lisboa;
- Fundação AMI – Porta Amiga de Almada;
- Gabinete de Atendimento à Família;
- Instituto Piaget;
- LPPS – Liga portuguesa de Profilaxia Social;
- Movimento de Apoio à Problemática da SIDA (MAPS) - Algarve;
- Nortevida – Associação para a Promoção da Saúde;
- Projecto Arrimo – Fundação Filos;
- Projecto Autoestima - Braga, Viana do Castelo e Matosinhos;
- Projecto STOP-SIDA - Coimbra;
- Prosalis;
- VITAE – Centro de Acolhimento do Beato;

## Resultados práticos
Desde outubro de 1993 até dezembro de 2004, foram trocadas cerca de 33 milhões de seringas (mais de 15 milhões só em Lisboa e mais de 6 milhões no Porto), mostrando a grande capacidade das farmácias portuguesas em colaborar eficazmente na defesa da Saúde Pública.

### VIH/SIDA
Até dezembro de 2004, foram notificados 25,968 casos de infeção pelo VIH, segundo dados fornecidos pelo Centro de Vigilância Epidemiológica das Doenças Transmissíveis do Instituto Nacional de Saúde Dr. Ricardo Jorge.

## Mudança para os Centros de Saúde
Desde 2013, o projeto voltou-se para a parceria pública com os Centros de Saúde em detrimento das farmácias com o objetivo de “tratar imediatamente as pessoas” e “evitar a propagação da doença”, adiantou na altura o ministro da Saúde, Paulo Macedo.
Adiantou ainda o ministro que “Há segmentos da população que estão claramente conscientes, mas há outras camadas que estão afastadas, que não vão ao centro de saúde, não vão fazer o seu diagnóstico, dando azo a que o número de novos casos não baixe, o que é uma das nossas maiores preocupações”.